# عزت الأمير
عزت الأمير (24 فبراير 1934 - 26 سبتمبر 2003) هو كاتب وممثل مصري.

## حياته ونشأته
من مواليد 24 فبراير 1934، حصل على بكالوريوس الفنون الجميلة عام 1954. عمل صحفياً بدار الهلال عام 1958 وتدرج في العمل حتى وصل إلى منصب نائب رئيس تحرير مجلة الكواكب ومديراً للتحرير، وكان يكتب بجريدة الوفد مقالاً ساخراً أسبوعياً بعنوان «حمارياتاريات». شارك في تأسيس فرقة «مسرح المائة كرسي» بالمركز الثقافى التشيكى. كتب عدة مسرحيات من أهمها «التفاحة والجمجمة» عن رواية الكاتب الساخر محمد عفيفى  عام 1969 وشارك في إنتاجها، وكتب أيضا «لا تسدلوا الستار»، «الحقيقة العارية»، «وشم الأسد»، «زوربا المصري»، «ليالى شهر زاد»، «حكم شهرزاد»، «محاكمة شهرزاد»، «محاكمة شهريار»، «دكاترة سباكين».
شارك في كتابة القصة السينمائية وأيضاً السيناريو والحوار لعدد من الأفلام كما
شارك بالتمثيل فيها. من مؤلفاته «صدمة العري»، «شعب الله المختار»، «حماريات»، «صداع ثقافات لا حضارات».
توفي في 26 سبتمبر 2003.

## قائمة أعماله في السينما
فيلم «أنا وابنتي والحب» كتابة القصة والسيناريو والحوار عام 1974
فيلم «الدموع في عيون ضاحكة» سيناريو وحوار وتمثيل عام 1977
فيلم «القطط السمان» قصة وسيناريو وحوار وتمثيل عام 1978
فيلم «اللصوص» سيناريو وحوار وتمثيل عام 1980
مسلسل «امرأة وثلاثة وجوه» كتابة السيناريو والحوار عام 1992
سهرة تليفزيونية «الغرباء لا يشربون القهوة» تمثيل
مسلسل «هروب» تمثيل عام 1976
فيلم «وراء الشمس» تمثيل عام 1978
مسلسل «اصلاحية جبل الليمون» تمثيل عام 1979
فيلم «تحقيق» تمثيل عام 1980
فيلم «الجحيم» تمثيل عام 1980
فيلم «علاقة خطرة» تمثيل عام 1981 

## وصلات خارجية
- عزت الأمير على موقع السينما
- عزت الأمير على موقع دهليز
- عزت الأمير على موقع IMDB
- عزت الأمير على موقع كاروهات